# Моніка Салмазо
Моніка Салмазо (нар. 27 лютого 1971, Сан-Паулу, Бразилія) — бразильська співачка.

## Дискографія
- Afro-sambas (1995)
- Trampolim (1998)
- Voadeira (1999)
- Iaiá (2004)
- Noites de Gala, Samba na Rua (2007)
- Nem 1 ai (2008)
- Noites de Gala, Samba na Rua (DVD) (2008)
- Noites de Gala, ao vivo (2009)
- Alma Lírica Brasileira (2011)
- Corpo de Baile (2014)